# (16377) 1981 EY11
A (16377) 1981 EY11 a Naprendszer kisbolygóövében található aszteroida. Schelte J. Bus fedezte fel 1981. március 7-én.